# Module semi-simple

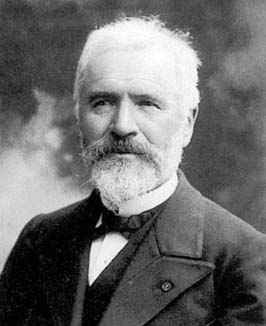
Camille Jordan, auteur du théorème clé de la théorie

En mathématiques et plus précisément en algèbre non commutative, un module sur un anneau est dit semi-simple ou complètement réductible s'il est somme directe de sous-modules simples ou, ce qui est équivalent, si chacun de ses sous-modules possède un supplémentaire.
Les propriétés des modules semi-simples sont utilisées en algèbre linéaire pour l'analyse des endomorphismes, dans le cadre des anneaux semi-simples et pour la théorie des représentations des groupes.

## Définitions
Soient A un anneau unitaire (non nécessairement commutatif) et M un A-module.
- M est dit simple s'il est non nul et sans autres sous-modules que {0} et M.
- Un sous-module de M est dit facteur direct s'il admet un sous-module supplémentaire.
- M est dit semi-simple si tout sous-module de M est facteur direct.

## Exemples

### Espaces vectoriels
Tout espace vectoriel est un module semi-simple (y compris un espace vectoriel sur un corps gauche), puisque tout sous-espace vectoriel possède un sous-espace supplémentaire – c'est une conséquence du théorème de la base incomplète.

### Anneaux semi-simples
Un anneau A est dit semi-simple s'il est semi-simple en tant que A-module. Dans ce cas, tous les A-modules seront semi-simples. Deux exemples historiques qui ont précédé la définition des modules semi-simples sont :
- l'algèbre engendrée par un endomorphisme diagonalisable (alors que si le polynôme minimal de l'endomorphisme possède une racine multiple, le sous-espace caractéristique correspondant n'est pas  semi-simple : voir l'article « Réduction de Jordan ») ;
- la K-algèbre d'un groupe fini, si K est un corps dont la caractéristique est soit nulle, soit première avec l'ordre du groupe (voir l'article « Théorème de Maschke »).

## Propriétés

### Deux lemmes
- Pour tout module semi-simple M, les sous-modules de M et ses modules quotients sont semi-simples[1].

En effet, soit S un sous-module de M. Soit P un sous-module de S, il admet un supplémentaire dans M ; l'intersection de ce supplémentaire et de S est un supplémentaire de P dans S, donc S est semi-simple. Soit maintenant M/N un quotient de M, il est isomorphe à un supplémentaire S de N, donc il est semi-simple d'après ce qui précède.
- Tout module semi-simple non nul contient un sous-module simple.

En effet, soient S un module semi-simple non nul et (par le lemme de Zorn) T un sous-module propre maximal. Soit P un supplémentaire de T. Ce sous-module P est simple, par maximalité de T.

### Caractérisations équivalentes
Le théorème suivant fournit une équivalence entre diverses caractérisations des modules semi-simples.
Théorème — Les propriétés suivantes sont équivalentes :
1. M est somme de sous-modules simples ;
2. M est somme directe de modules simples ;
3. M est semi-simple.

On peut remarquer que d'après ce théorème,
- tout module possède un sous-module semi-simple maximum : la somme de tous ses sous-modules simples ;
- toute somme directe de modules semi-simples est semi-simple.

### Lemme de Schur
Le lemme de Schur pour les groupes est un lemme technique explicitant la nature des morphismes entre représentations d'un groupe dont l'algèbre est semi-simple, mais se généralise en termes de modules :

Tout morphisme non nul entre modules simples est un isomorphisme.
Plus précisément, un morphisme non nul de M dans N (deux modules quelconques) est injectif dès que M est simple, et surjectif dès que N est simple.
La structure d'un morphisme de modules semi-simples s'en déduit : c'est une somme directe d'isomorphismes de sous-modules simples et de morphismes nuls.

### Décomposition canonique
La décomposition d'un module semi-simple M en sous-modules simples n'est pas unique : par exemple le groupe de Klein, qui possède trois sous-groupes d'ordre deux, est somme directe de deux quelconques de ces trois sous-groupes.
Mais en choisissant l'une des décompositions de M et en regroupant, parmi les facteurs simples de cette somme directe, tous ceux qui sont isomorphes entre eux, on obtient une décomposition de M en somme directe de facteurs semi-simples NS (S désignant une classe d'isomorphisme de modules simples) dont on va montrer qu'ils sont, eux, canoniques.
Pour cela, on définit la notion d'isotypie : nous dirons qu'un module semi-simple N est S-isotypique s'il vérifie l'une des trois propriétés équivalentes suivantes :
1. N est somme de sous-modules de classe S ;
2. N est somme directe de modules de classe S ;
3. tout sous-module simple de N est de classe S.

Cette définition permet de donner des sous-modules NS deux caractérisations qui dépendent uniquement de M et justifient leur nom de composantes isotypiques de M : pour toute classe d'isomorphisme T d'un sous-module simple P de M,
- NT est la somme de tous les sous-modules de M isomorphes à P ;
- NT est le sous-module T-isotypique maximum de M.